# Scherma ai Giochi della XI Olimpiade - Fioretto a squadre maschile
La competizione del fioretto a squadre maschile  di scherma ai Giochi della XI Olimpiade si tenne nei giorni dal 2 al 4 agosto 1936 presso lo Haus des Deutschen Sports a Berlino.

## Risultati

### 1º Turno
Si è disputato il 2 di agosto. Sei gruppi, le primi due squadre classificate accedevano ai quarti di finale.

#### Gruppo 1
Classifica
| Pos. | Nazione  | Vittorie | VI | SI | Incontri          | Incontri            | Incontri          | Incontri |
| Pos. | Nazione  | Vittorie | VI | SI | Belgio (bandiera) | Svizzera (bandiera) | Grecia (bandiera) |          |
| ---- | -------- | -------- | -- | -- | ----------------- | ------------------- | ----------------- | -------- |
| 1    | Belgio   | 1        | 9  | 2  | X                 | ND                  | 9-2               |          |
| 2    | Svizzera | 1        | 8  | 8  | ND                | X                   | 8*-8              |          |
| 3    | Grecia   | 0        | 10 | 17 | 2-9               | 8-8*                | X                 |          |

* Maggiori stoccate
Incontri
| Atleti (Vittorie individuali)                                                      | Nazione             | VT     | VT     | Nazione           | Atleti (Vittorie individuali)                                                                     |
| ---------------------------------------------------------------------------------- | ------------------- | ------ | ------ | ----------------- | ------------------------------------------------------------------------------------------------- |
| Michel Fauconnet (3), Édouard Fitting (2) Jean Rubli (1), Gottfried von Meiss (2)  | Svizzera (bandiera) | 8 (68) | 8 (64) | Grecia (bandiera) | Konstantinos Botasis (4), Spyridon Ferentinos (1) Konstantinos Bembis (1), Nikolaos Manolesos (2) |
| André De Vorsselaer (2), Jean Heeremans (2) Paul Valcke (3), Henri Paternóster (2) | Belgio (bandiera)   | 9      | 2      | Grecia (bandiera) | Konstantinos Botasis (0), Menelaos Psarrakis (0) Konstantinos Bembis (1), Nikolaos Manolesos (1)  |

#### Gruppo 2
Classifica
| Pos. | Nazione    | Vittorie | VI | SI | Incontri           | Incontri              | Incontri           | Incontri |
| Pos. | Nazione    | Vittorie | VI | SI | Francia (bandiera) | Jugoslavia (bandiera) | Brasile (bandiera) |          |
| ---- | ---------- | -------- | -- | -- | ------------------ | --------------------- | ------------------ | -------- |
| 1    | Francia    | 1        | 16 | 0  | X                  | ND                    | 16-0               |          |
| 2    | Jugoslavia | 1        | 9  | 7  | ND                 | X                     | 9-7                |          |
| 3    | Brasile    | 0        | 7  | 25 | 0-16               | 7-9                   | X                  |          |

Incontri
| Atleti (Vittorie individuali)                                                  | Nazione               | VT | VT | Nazione            | Atleti (Vittorie individuali)                                                          |
| ------------------------------------------------------------------------------ | --------------------- | -- | -- | ------------------ | -------------------------------------------------------------------------------------- |
| Branislav Tretinjak (3), Edvard Marion (2) Mirko Koršić (2), Marjan Pengov (2) | Jugoslavia (bandiera) | 9  | 7  | Brasile (bandiera) | Moacyr Dunham (1), Ennio de Oliveira (2) Ricardo Vagnotti (2), Lodovico Alessandri (2) |
| Édouard Gardère (4), André Gardère (4) Jacques Coutrot (4), René Bougnol (4)   | Francia (bandiera)    | 16 | 0  | Brasile (bandiera) | Moacyr Dunham (0), Ennio de Oliveira (0) Ricardo Vagnotti (0), Lodovico Alessandri (0) |

#### Gruppo 3
Classifica
| Pos. | Nazione        | Vittorie | VI | SI | Incontri             | Incontri                  | Incontri             | Incontri |
| Pos. | Nazione        | Vittorie | VI | SI | Argentina (bandiera) | Cecoslovacchia (bandiera) | Danimarca (bandiera) |          |
| ---- | -------------- | -------- | -- | -- | -------------------- | ------------------------- | -------------------- | -------- |
| 1    | Argentina      | 1        | 14 | 2  | X                    | ND                        | 14-2                 |          |
| 2    | Cecoslovacchia | 1        | 13 | 3  | ND                   | X                         | 13-3                 |          |
| 3    | Danimarca      | 0        | 5  | 27 | 2-14                 | 3-13                      | X                    |          |

Incontri
| Atleti (Vittorie individuali)                                                                   | Nazione                   | VT | VT | Nazione              | Atleti (Vittorie individuali)                                                          |
| ----------------------------------------------------------------------------------------------- | ------------------------- | -- | -- | -------------------- | -------------------------------------------------------------------------------------- |
| Hervarth von Friedenfeldt (2), František Vohryzek (4) Jiří Jesenský (4), Bohuslav Kirchmann (3) | Cecoslovacchia (bandiera) | 13 | 3  | Danimarca (bandiera) | Erik Hammer Sørensen (0), Kim Bærentzen (1) Aage Leidersdorff (2), Caspar Schrøder (0) |
| Roberto Larraz (3), Héctor Lucchetti (4) Ángel Gorordo (4), Luis Lucchetti (3)                  | Argentina (bandiera)      | 14 | 2  | Danimarca (bandiera) | Erik Hammer Sørensen (0), Kim Bærentzen (1) Svend Jacobsen (1), Aage Leidersdorff (0)  |

#### Gruppo 4
Classifica
| Pos. | Nazione       | Vittorie | VI | SI | Incontri            | Incontri                 | Incontri          | Incontri |
| Pos. | Nazione       | Vittorie | VI | SI | Germania (bandiera) | Gran Bretagna (bandiera) | Canada (bandiera) |          |
| ---- | ------------- | -------- | -- | -- | ------------------- | ------------------------ | ----------------- | -------- |
| 1    | Germania      | 1        | 15 | 1  | X                   | ND                       | 15-1              |          |
| 2    | Gran Bretagna | 1        | 14 | 2  | ND                  | X                        | 14-2              |          |
| 3    | Canada        | 0        | 3  | 29 | 1-15                | 2-14                     | X                 |          |

Incontri
| Atleti (Vittorie individuali)                                                  | Nazione                  | VT | VT | Nazione           | Atleti (Vittorie individuali)                                                            |
| ------------------------------------------------------------------------------ | ------------------------ | -- | -- | ----------------- | ---------------------------------------------------------------------------------------- |
| Alfred Pearce (4), Roger Tredgold (2) David Bartlett (4), John Emrys Lloyd (4) | Gran Bretagna (bandiera) | 14 | 2  | Canada (bandiera) | Bertrand Boissonnault (1), Frank Donald Collinge (1) George Tully (0), Charles Otis (0)  |
| Siegfried Lerdon (4), August Heim (4) Erwin Casmir (4), Julius Eisenecker (3)  | Germania (bandiera)      | 15 | 1  | Canada (bandiera) | Bertrand Boissonnault (1), Frank Donald Collinge (0) Ernest Dalton (0), Charles Otis (0) |

#### Gruppo 5
Classifica
| Pos. | Nazione       | Vittorie | VI | SI | Incontri            | Incontri                 | Incontri          | Incontri |
| Pos. | Nazione       | Vittorie | VI | SI | Germania (bandiera) | Gran Bretagna (bandiera) | Canada (bandiera) |          |
| ---- | ------------- | -------- | -- | -- | ------------------- | ------------------------ | ----------------- | -------- |
| 1    | Germania      | 1        | 13 | 1  | X                   | ND                       | 13-1              |          |
| 2    | Gran Bretagna | 1        | 11 | 5  | ND                  | X                        | 11-5              |          |
| 3    | Canada        | 0        | 6  | 24 | 1-13                | 5-11                     | X                 |          |

Incontri
| Atleti (Vittorie individuali)                                                       | Nazione            | VT | VT | Nazione           | Atleti (Vittorie individuali)                                            |
| ----------------------------------------------------------------------------------- | ------------------ | -- | -- | ----------------- | ------------------------------------------------------------------------ |
| Karl Sudrich (4), Josef Losert (3) Hans Lion (2), Ernst Baylon (2)                  | Austria (bandiera) | 11 | 5  | Egitto (bandiera) | Mahmoud Abdin (2), Mauris Shamil (2) Hassan Tawfik (1), Anwar Tawfik (0) |
| Giorgio Bocchino (3), Manlio Di Rosa (3) Gioacchino Guaragna (3), Ciro Verratti (4) | Italia (bandiera)  | 13 | 1  | Egitto (bandiera) | Mahmoud Abdin (0), Mauris Shamil (0) Hassan Tawfik (1), Anwar Tawfik (0) |

#### Gruppo 6
Classifica
| Pos. | Nazione     | Vittorie | VI | SI | Incontri               | Incontri            | Incontri            | Incontri |
| Pos. | Nazione     | Vittorie | VI | SI | Stati Uniti (bandiera) | Ungheria (bandiera) | Norvegia (bandiera) |          |
| ---- | ----------- | -------- | -- | -- | ---------------------- | ------------------- | ------------------- | -------- |
| 1    | Stati Uniti | 1        | 12 | 4  | X                      | ND                  | 12-4                |          |
| 2    | Ungheria    | 1        | 10 | 6  | ND                     | X                   | 10-6                |          |
| 3    | Norvegia    | 0        | 10 | 22 | 4-12                   | 6-10                | X                   |          |

Incontri
| Atleti (Vittorie individuali)                                                    | Nazione                | VT | VT | Nazione             | Atleti (Vittorie individuali)                                                  |
| -------------------------------------------------------------------------------- | ---------------------- | -- | -- | ------------------- | ------------------------------------------------------------------------------ |
| József Hátszeghy (3), Lajos Maszlay (2) Aladár Gerevich (2), Béla Bay (3)        | Ungheria (bandiera)    | 10 | 6  | Norvegia (bandiera) | Nils Jørgensen (1), Jens Frølich (1) Johan Falkenberg (2), Thorstein Guthe (2) |
| Joseph Levis (4), Hugh Alessandroni (4) John Ferdinand Potter (2), John Hurd (2) | Stati Uniti (bandiera) | 12 | 4  | Norvegia (bandiera) | Nils Jørgensen (1), Jens Frølich (2) Johan Falkenberg (0), Thorstein Guthe (1) |

### Quarti di finale
Si sono disputati il 2 di agosto. Quattro gruppi, le primi due squadre classificate accedevano alle semifinali.

#### Gruppo 1
Classifica
| Pos. | Nazione       | Vittorie | VI | SI | Incontri            | Incontri             | Incontri                 | Incontri |
| Pos. | Nazione       | Vittorie | VI | SI | Germania (bandiera) | Argentina (bandiera) | Gran Bretagna (bandiera) |          |
| ---- | ------------- | -------- | -- | -- | ------------------- | -------------------- | ------------------------ | -------- |
| 1    | Germania      | 1        | 9  | 2  | X                   | ND                   | 9-2                      |          |
| 2    | Argentina     | 1        | 8  | 8  | ND                  | X                    | 8*-8                     |          |
| 3    | Gran Bretagna | 0        | 10 | 17 | 2-9                 | 8-8*                 | X                        |          |

Incontri
| Atleti (Vittorie individuali)                                                  | Nazione              | VT     | VT     | Nazione                  | Atleti (Vittorie individuali)                                                 |
| ------------------------------------------------------------------------------ | -------------------- | ------ | ------ | ------------------------ | ----------------------------------------------------------------------------- |
| Roberto Larraz (4), Héctor Lucchetti (2) Ángel Gorordo (1), Luis Lucchetti (1) | Argentina (bandiera) | 8 (62) | 8 (57) | Gran Bretagna (bandiera) | Alfred Pearce (2), David Bartlett (3) John Emrys Lloyd (3), Geoffrey Hett (0) |
| Siegfried Lerdon (2), Stefan Rosenbauer (2) August Heim (2), Erwin Casmir (3)  | Germania (bandiera)  | 9      | 2      | Gran Bretagna (bandiera) | Alfred Pearce (0), David Bartlett (1) John Emrys Lloyd (0), Geoffrey Hett (1) |

#### Gruppo 2
Classifica
| Pos. | Nazione     | Vittorie | VI | SI | Incontri          | Incontri               | Incontri            | Incontri |
| Pos. | Nazione     | Vittorie | VI | SI | Italia (bandiera) | Stati Uniti (bandiera) | Svizzera (bandiera) |          |
| ---- | ----------- | -------- | -- | -- | ----------------- | ---------------------- | ------------------- | -------- |
| 1    | Italia      | 1        | 15 | 1  | X                 | ND                     | 15-1                |          |
| 2    | Stati Uniti | 1        | 13 | 3  | ND                | X                      | 13-3                |          |
| 3    | Svizzera    | 0        | 4  | 28 | 1-15              | 3-13                   | X                   |          |

Incontri
| Atleti (Vittorie individuali)                                               | Nazione                | VT | VT | Nazione             | Atleti (Vittorie individuali)                                                           |
| --------------------------------------------------------------------------- | ---------------------- | -- | -- | ------------------- | --------------------------------------------------------------------------------------- |
| Joseph Levis (4), Hugh Alessandroni (4) Warren Dow (3), William Pecora (2)  | Stati Uniti (bandiera) | 13 | 3  | Svizzera (bandiera) | Michel Fauconnet (2), Édouard Fitting (1) Jean Rubli (0), Gottfried von Meiss (0)       |
| Giulio Gaudini (4), Ciro Verratti (4) Manlio Di Rosa (3), Gustavo Marzi (4) | Italia (bandiera)      | 15 | 1  | Svizzera (bandiera) | Michel Fauconnet (1), Constantin Antoniades (0) Jean Rubli (0), Gottfried von Meiss (0) |

#### Gruppo 3
Classifica
| Pos. | Nazione    | Vittorie | VI | SI | Incontri           | Incontri            | Incontri              | Incontri |
| Pos. | Nazione    | Vittorie | VI | SI | Francia (bandiera) | Ungheria (bandiera) | Jugoslavia (bandiera) |          |
| ---- | ---------- | -------- | -- | -- | ------------------ | ------------------- | --------------------- | -------- |
| 1    | Francia    | 1        | 9  | 1  | X                  | ND                  | 9-1                   |          |
| 2    | Ungheria   | 1        | 14 | 2  | ND                 | X                   | 14-2                  |          |
| 3    | Jugoslavia | 0        | 3  | 23 | 1-9                | 2-14                | X                     |          |

Incontri
| Atleti (Vittorie individuali)                                                  | Nazione             | VT | VT | Nazione               | Atleti (Vittorie individuali)                                                       |
| ------------------------------------------------------------------------------ | ------------------- | -- | -- | --------------------- | ----------------------------------------------------------------------------------- |
| Ottó Hátszeghy (3), Antal Zirczy (4) József Hátszeghy (3), Aladár Gerevich (4) | Ungheria (bandiera) | 14 | 2  | Jugoslavia (bandiera) | Marjan Pengov (1), Edvard Marion (0) Branislav Tretinjak (0), Mirko Koršić (1)      |
| René Bondoux (2), René Bougnol (3) Jacques Coutrot (2), Édouard Gardère (2)    | Francia (bandiera)  | 9  | 1  | Jugoslavia (bandiera) | Marjan Pengov (0), Edvard Marion (1) Aleksandar Nikolić (0), Vladimir Mažuranić (0) |

#### Gruppo 4
Classifica
| Pos. | Nazione        | Vittorie | VI | SI | Incontri           | Incontri          | Incontri                  | Incontri |
| Pos. | Nazione        | Vittorie | VI | SI | Austria (bandiera) | Belgio (bandiera) | Cecoslovacchia (bandiera) |          |
| ---- | -------------- | -------- | -- | -- | ------------------ | ----------------- | ------------------------- | -------- |
| 1    | Austria        | 1        | 12 | 4  | X                  | ND                | 12-4                      |          |
| 2    | Belgio         | 1        | 11 | 5  | ND                 | X                 | 11-5                      |          |
| 3    | Cecoslovacchia | 0        | 9  | 23 | 4-12               | 5-11              | X                         |          |

Incontri
| Atleti (Vittorie individuali)                                                              | Nazione            | VT | VT | Nazione                   | Atleti (Vittorie individuali)                                                                   |
| ------------------------------------------------------------------------------------------ | ------------------ | -- | -- | ------------------------- | ----------------------------------------------------------------------------------------------- |
| Karl Sudrich (3), Josef Losert (4) Roman Fischer (3), Hans Schönbaumsfeld (2)              | Austria (bandiera) | 12 | 4  | Cecoslovacchia (bandiera) | Hervarth von Friedenfeldt (0), František Vohryzek (3) Jiří Jesenský (0), Bohuslav Kirchmann (1) |
| Georges de Bourguignon (4), André De Vorsselaer (2) Henri Paternóster (2), Raymond Bru (3) | Belgio (bandiera)  | 11 | 5  | Cecoslovacchia (bandiera) | Josef Hildebrand (1), František Vohryzek (1) Jiří Jesenský (1), Bohuslav Kirchmann (2)          |

### Semifinali
Si sono disputate nei giorni 2 e 4 di agosto. Due gruppi, le primi due squadre classificate accedevano alla finale.

#### Gruppo 1
Classifica
| Pos. | Nazione     | Vittorie | VI | SI | Incontri          | Incontri           | Incontri            | Incontri               |
| Pos. | Nazione     | Vittorie | VI | SI | Italia (bandiera) | Austria (bandiera) | Ungheria (bandiera) | Stati Uniti (bandiera) |
| ---- | ----------- | -------- | -- | -- | ----------------- | ------------------ | ------------------- | ---------------------- |
| 1    | Italia      | 3        | 38 | 10 | X                 | 12-4               | 13-3                | 13-3                   |
| 2    | Austria     | 1        | 24 | 24 | 4-12              | X                  | 8-8*                | 12-4                   |
| 3    | Ungheria    | 1        | 18 | 30 | 3-13              | 8*-8               | X                   | 7-9                    |
| 4    | Stati Uniti | 1        | 16 | 32 | 3-13              | 4-12               | 9-7                 | X                      |

Incontri
| Atleti (Vittorie individuali)                                                      | Nazione                | VT     | VT     | Nazione                | Atleti (Vittorie individuali)                                               |
| ---------------------------------------------------------------------------------- | ---------------------- | ------ | ------ | ---------------------- | --------------------------------------------------------------------------- |
| Gustavo Marzi (4), Giorgio Bocchino (2) Ciro Verratti (4), Gioacchino Guaragna (3) | Italia (bandiera)      | 13     | 3      | Ungheria (bandiera)    | Lajos Maszlay (0), Béla Bay (2) Aladár Gerevich (0), Ottó Hátszeghy (1)     |
| Karl Sudrich (3), Josef Losert (3) Ernst Baylon (3), Roman Fischer (3)             | Austria (bandiera)     | 12     | 4      | Stati Uniti (bandiera) | Joseph Levis (3), Hugh Alessandroni (1) Warren Dow (0), John Hurd (0)       |
| József Hátszeghy (3), Lajos Maszlay (0) Aladár Gerevich (2), Béla Bay (3)          | Ungheria (bandiera)    | 8 (63) | 8 (53) | Austria (bandiera)     | Karl Sudrich (2), Josef Losert (2) Roman Fischer (2), Hans Lion (2)         |
| Giulio Gaudini (3), Ciro Verratti (3) Manlio Di Rosa (4), Gioacchino Guaragna (3)  | Italia (bandiera)      | 13     | 3      | Stati Uniti (bandiera) | William Pecora (2), John Hurd (1) Warren Dow (0), John Ferdinand Potter (0) |
| Joseph Levis (4), William Pecora (3) Hugh Alessandroni (2), John Hurd (0)          | Stati Uniti (bandiera) | 9      | 7      | Ungheria (bandiera)    | Antal Zirczy (2), Ottó Hátszeghy (1) Béla Bay (3), József Hátszeghy (1)     |
| Giulio Gaudini (2), Ciro Verratti (4) Manlio Di Rosa (3), Giorgio Bocchino (3)     | Italia (bandiera)      | 12     | 4      | Austria (bandiera)     | Karl Sudrich (0), Roman Fischer (0) Ernst Baylon (1), Josef Losert (3)      |

#### Gruppo 2
Classifica
| Pos. | Nazione   | Vittorie | VI | SI | Incontri           | Incontri            | Incontri          | Incontri             |
| Pos. | Nazione   | Vittorie | VI | SI | Francia (bandiera) | Germania (bandiera) | Belgio (bandiera) | Argentina (bandiera) |
| ---- | --------- | -------- | -- | -- | ------------------ | ------------------- | ----------------- | -------------------- |
| 1    | Francia   | 3        | 29 | 19 | X                  | 9-7                 | 8*-8              | 12-4                 |
| 2    | Germania  | 2        | 28 | 20 | 7-9                | X                   | 10-6              | 11-5                 |
| 3    | Belgio    | 1        | 25 | 23 | 8-8*               | 6-10                | X                 | 11-5                 |
| 4    | Argentina | 0        | 14 | 34 | 4-12               | 5-11                | 5-11              | X                    |

Incontri
| Atleti (Vittorie individuali)                                                   | Nazione             | VT     | VT     | Nazione              | Atleti (Vittorie individuali)                                                              |
| ------------------------------------------------------------------------------- | ------------------- | ------ | ------ | -------------------- | ------------------------------------------------------------------------------------------ |
| Georges de Bourguignon (4), Jean Heeremans (2) Paul Valcke (1), Raymond Bru (4) | Belgio (bandiera)   | 11     | 5      | Argentina (bandiera) | Héctor Lucchetti (1), Ángel Gorordo (2) Luis Lucchetti (0), Roberto Larraz (2)             |
| Jacques Coutrot (2), René Bondoux (2) André Gardère (3), René Bougnol (2)       | Francia (bandiera)  | 9      | 7      | Germania (bandiera)  | Siegfried Lerdon (2), Stefan Rosenbauer (0) August Heim (2), Erwin Casmir (3)              |
| Erwin Casmir (3), Julius Eisenecker (3) Siegfried Lerdon (1), August Heim (3)   | Germania (bandiera) | 10     | 6      | Belgio (bandiera)    | Georges de Bourguignon (1), Jean Heeremans (1) Paul Valcke (2), Raymond Bru (2)            |
| René Bondoux (4), André Gardère (3) René Bougnol (2), Édouard Gardère (3)       | Francia (bandiera)  | 12     | 4      | Argentina (bandiera) | Roberto Larraz (0), Ángel Gorordo (2) Rodolfo Valenzuela (0), Héctor Lucchetti (2)         |
| Siegfried Lerdon (1), August Heim (2) Julius Eisenecker (4), Erwin Casmir (4)   | Germania (bandiera) | 11     | 5      | Argentina (bandiera) | Rodolfo Valenzuela (1), Ángel Gorordo (2) Luis Lucchetti (1), Manuel Torrente (1)          |
| René Bondoux (0), André Gardère (4) Édouard Gardère (2), René Lemoine (2)       | Francia (bandiera)  | 8 (63) | 8 (59) | Belgio (bandiera)    | Georges de Bourguignon (3), André De Vorsselaer (2) Raymond Bru (2), Henri Paternóster (1) |

### Finale
Si è disputata il 4 di agosto.
Classifica
| Pos. | Nazione  | Vittorie | VI | SI | Incontri          | Incontri           | Incontri            | Incontri           |
| Pos. | Nazione  | Vittorie | VI | SI | Italia (bandiera) | Francia (bandiera) | Germania (bandiera) | Austria (bandiera) |
| ---- | -------- | -------- | -- | -- | ----------------- | ------------------ | ------------------- | ------------------ |
| 1    | Italia   | 3        | 38 | 7  | X                 | 9-4                | 16-0                | 13-3               |
| 2    | Francia  | 2        | 27 | 18 | 4-9               | X                  | 12-4                | 11-5               |
| 3    | Germania | 1        | 13 | 33 | 0-16              | 4-12               | X                   | 9-5                |
| 4    | Austria  | 0        | 13 | 33 | 3-13              | 5-11               | 5-9                 | X                  |

Incontri
| Atleti (Vittorie individuali)                                                       | Nazione             | VT | VT | Nazione             | Atleti (Vittorie individuali)                                                    |
| ----------------------------------------------------------------------------------- | ------------------- | -- | -- | ------------------- | -------------------------------------------------------------------------------- |
| Gioacchino Guaragna (3), Manlio Di Rosa (3) Gustavo Marzi (3), Ciro Verratti (4)    | Italia (bandiera)   | 13 | 3  | Austria (bandiera)  | Hans Lion (1), Roman Fischer (0) Hans Schönbaumsfeld (1), Ernst Baylon (1)       |
| Jacques Coutrot (2), André Gardère (3) René Lemoine (3), René Bougnol (4)           | Francia (bandiera)  | 12 | 4  | Germania (bandiera) | Siegfried Lerdon (0), August Heim (2) Julius Eisenecker (0), Erwin Casmir (2)    |
| Jacques Coutrot (2), René Bougnol (4) Édouard Gardère (4), René Bondoux (1)         | Francia (bandiera)  | 11 | 5  | Austria (bandiera)  | Josef Losert (2), Karl Sudrich (2) Hans Lion (1), Roman Fischer (0)              |
| Giulio Gaudini (4), Gioacchino Guaragna (4) Gustavo Marzi (4), Giorgio Bocchino (4) | Italia (bandiera)   | 16 | 0  | Germania (bandiera) | Siegfried Lerdon (0), Stefan Rosenbauer (0) Otto Adam (0), Julius Eisenecker (0) |
| Giorgio Bocchino (3), Giulio Gaudini (0) Gioacchino Guaragna (3), Gustavo Marzi (3) | Italia (bandiera)   | 9  | 4  | Francia (bandiera)  | André Gardère (0), Édouard Gardère (1) René Lemoine (2), René Bougnol (1)        |
| Siegfried Lerdon (3), August Heim (1) Julius Eisenecker (1), Erwin Casmir (4)       | Germania (bandiera) | 9  | 5  | Austria (bandiera)  | Karl Sudrich (1), Ernst Baylon (1) Josef Losert (1), Hans Schönbaumsfeld (2)     |

### Classifica Finale
| Pos.    | Nazione        | Atleti                                                                                                   |
| ------- | -------------- | --- |
| Oro     | Italia         | Manlio Di Rosa, Giulio Gaudini, Gioacchino Guaragna, Gustavo Marzi, Giorgio Bocchino, Ciro Verratti      |
| Argento | Francia        | André Gardère, Édouard Gardère, René Lemoine, René Bondoux, Jacques Coutrot, René Bougnol                |
| Bronzo  | Germania       | Siegfried Lerdon, August Heim, Julius Eisenecker, Erwin Casmir, Stefan Rosenbauer, Otto Adam             |
| 4       | Austria        | Hans Lion, Roman Fischer, Hans Schönbaumsfeld, Ernst Baylon, Josef Losert, Karl Sudrich                  |
| 5       | Belgio         | Georges de Bourguignon, André De Vorsselaer, Henri Paternóster, Raymond Bru, Jean Heeremans, Paul Valcke |
| 5       | Stati Uniti    | Joseph Levis, Hugh Alessandroni, John Ferdinand Potter, John Hurd, Warren Dow, William Pecora            |
| 7       | Argentina      | Roberto Larraz, Héctor Lucchetti, Ángel Gorordo, Luis Lucchetti, Rodolfo Valenzuela, Manuel Torrente     |
| 7       | Ungheria       | József Hátszeghy, Lajos Maszlay, Aladár Gerevich, Béla Bay, Ottó Hátszeghy, Antal Zirczy                 |
| 9       | Gran Bretagna  | Alfred Pearce, David Bartlett, John Emrys Lloyd, Geoffrey Hett, Christopher Hammersley, Roger Tredgold   |
| 9       | Svizzera       | Michel Fauconnet, Édouard Fitting, Jean Rubli, Gottfried von Meiss, Constantin Antoniades                |
| 9       | Jugoslavia     | Branislav Tretinjak, Edvard Marion, Mirko Koršić, Marjan Pengov, Aleksandar Nikolić, Vladimir Mažuranić  |
| 9       | Cecoslovacchia | Hervarth von Friedenfeldt, František Vohryzek, Jiří Jesenský, Bohuslav Kirchmann, Josef Hildebrand       |
| 13      | Grecia         | Konstantinos Botasis, Spyridon Ferentinos, Konstantinos Bembis, Nikolaos Manolesos, Menelaos Psarrakis   |
| 13      | Brasile        | Moacyr Dunham, Ennio de Oliveira, Ricardo Vagnotti, Lodovico Alessandri                                  |
| 13      | Danimarca      | Erik Hammer Sørensen, Kim Bærentzen, Aage Leidersdorff, Caspar Schrøder, Svend Jacobsen                  |
| 13      | Canada         | Bertrand Boissonnault, Frank Donald Collinge, George Tully, Charles Otis, Ernest Dalton                  |
| 13      | Egitto         | Mahmoud Abdin, Mauris Shamil, Hassan Tawfik, Anwar Tawfik                                                |
| 13      | Norvegia       | Nils Jørgensen, Jens Frølich, Johan Falkenberg, Thorstein Guthe                                          |